# Хутор (Рованичский сельсовет)
Хутор, также Хутор Рованичский (бел. Хутар, Хутар Раваніцкі) — деревня в Червенском районе Минской области Беларуси. Входит в состав Рованичского сельсовета.

## Географическое положение
Расположена в 27 километрах к северо-востоку от Червеня, в 74 км от Минска.

## История
В письменных источниках впервые упоминается в XVIII веке на территории Великого княжества Литовского. На 1781 год деревня насчитывала 7 дворов, где жили 53 человека, и принадлежала виленскому епископу И. Масальскому, здесь же было его имение. В результате II раздела Речи Посполитой 1793 года вошла в состав Российской империи. На 1800 год входила в состав Игуменского уезда Минской губернии, здесь было 8 дворов и 81 житель, имение А. Слотвинского. На 1858 год принадлежала роду Слотвинских и насчитывала 11 дворов. Согласно переписи населения Российской империи 1897 года, в составе Беличанской волости, здесь было 26 дворов, где проживали 162 человека. На начало XX века в деревне был 31 двор и 203 жителя. На 1917 год дворов было 37, жителей — 199. С февраля по декабрь 1918 года деревня была оккупирована немцами, с августа 1919 по июль 1920 — поляками. 20 августа 1924 года она вошла в состав вновь образованного Рованичского сельсовета Червенского района Минского округа (с 20 февраля 1938 — Минской области). Согласно переписи населения СССР 1926 года здесь было 52 двора, где проживали 246 человек. В 1930 году в деревне был организован колхоз «Красная Беларусь», на 1932 год в его состав входили 29 крестьянских дворов, при нём работали кирпичный завод и кузница. Во время Великой Отечественной войны деревня была оккупирована немецко-фашистскими захватчиками в начале июля 1941 года. В районе деревни действовали партизаны бригад «Разгром» и имени Щорса. 10 жителей деревни не вернулись с фронта. Освобождена в начале июля 1944 года. На 1960 год население деревни составило 344 человека. На 1997 год в деревне 54 дома и 132 жителя. На 2013 год 33 круглогодично жилых дома, 80 постоянных жителей.

## Население
- 1781 — 7 дворов, 53 жителя
- 1800 — 8 дворов, 81 житель
- 1858 — 11 дворов
- 1897 — 26 дворов, 162 жителя
- 1908 — 31 двор, 203 жителя
- 1917 — 37 дворов, 199 жителей
- 1926 — 52 двора, 246 жителей
- 1960 — 344 жителя
- 1997 — 54 двора, 132 жителя
- 2013 — 33 двора, 80 жителей